# 中世の馬

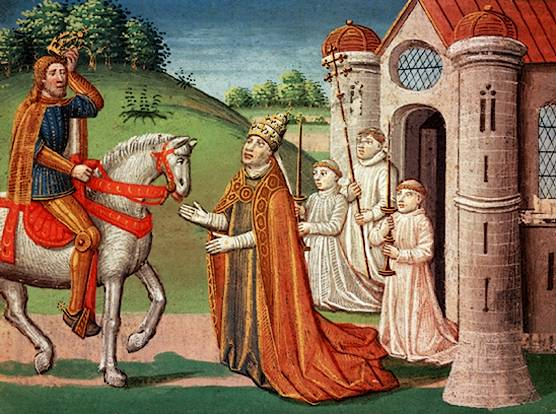
カール大帝とローマ教皇ハドリアヌス1世。この15世紀の描写はアーチ型の首、洗練された頭部と優雅な歩様で中世の良質な馬を示している - 『フランス大年代記』の彩飾より。

中世ヨーロッパの馬は、大きさ、骨格、品種が現代の馬とは異なり、平均して小型だった。また戦争、農業、輸送の必需品であり、現代と比較してより社会の中心的存在だった。
その結果特定の「タイプ」の馬が開発され、その多くは現代に相当するものがない。現代の馬の品種と馬術の理解が中世の馬の分析にとって不可欠であると同時に、研究者は記録（文書と絵画の両方）や考古学的証拠にあたることも必要である。
中世の馬は品種によって区別されることはほとんどなく、用途で区別されていた。これは例えば、「チャージャー」（軍馬）、「ポールフリー」（乗用馬）、荷馬車馬あるいは荷馬と表現されることになった。「スペイン馬」などの原産地も与えられたが、これが一つの、あるいは複数の品種を示していたのかは不明である。中世の書類や文献を研究する際に発生するもう一つの困難は中世の言語の柔軟性で、ここでは、いくつかの単語を一つのものに使うことができる（あるいは逆にいくつもの対象が一つの単語で示される）。「コーサー」や「チャージャー」などの単語は（同じ文書内でさえ）同じ意味で使われており、ある叙事詩がラウンシーについて非難したところで、別のものはその技能と速さを称賛している可能性がある。 
馬術の装備における重大な技術的進歩は、多くの場合ほかの文化から導入され、戦争と農業の両方において大きな変化をもたらした。とりわけ鐙（あぶみ）、蹄鉄、ホースカラーの到来のみならず鞍橋（くらぼね）への意匠の改善は、中世社会の重大な進歩であった。
結果として歴史家が展開する前提や理論は決定的ではなく、馬の品種や大きさなど多くの問題について議論がまだまだ激しい。主題の幅を理解するためには多くの史料に当たる必要がある。

## 育種
ローマ帝国の滅亡と中世前期のあいだ、古典期に開発された高品質な種畜の多くは野放図な繁殖で失われ、そののち数世紀にわたって再びつくりあげなければならなかった。これは西洋では、イギリス人とスカンジナビア人が歩兵主体の戦いに依存していたことにある程度要因があると思われる。そこでは馬が騎乗しての移動と追跡にしか使用されなかった。

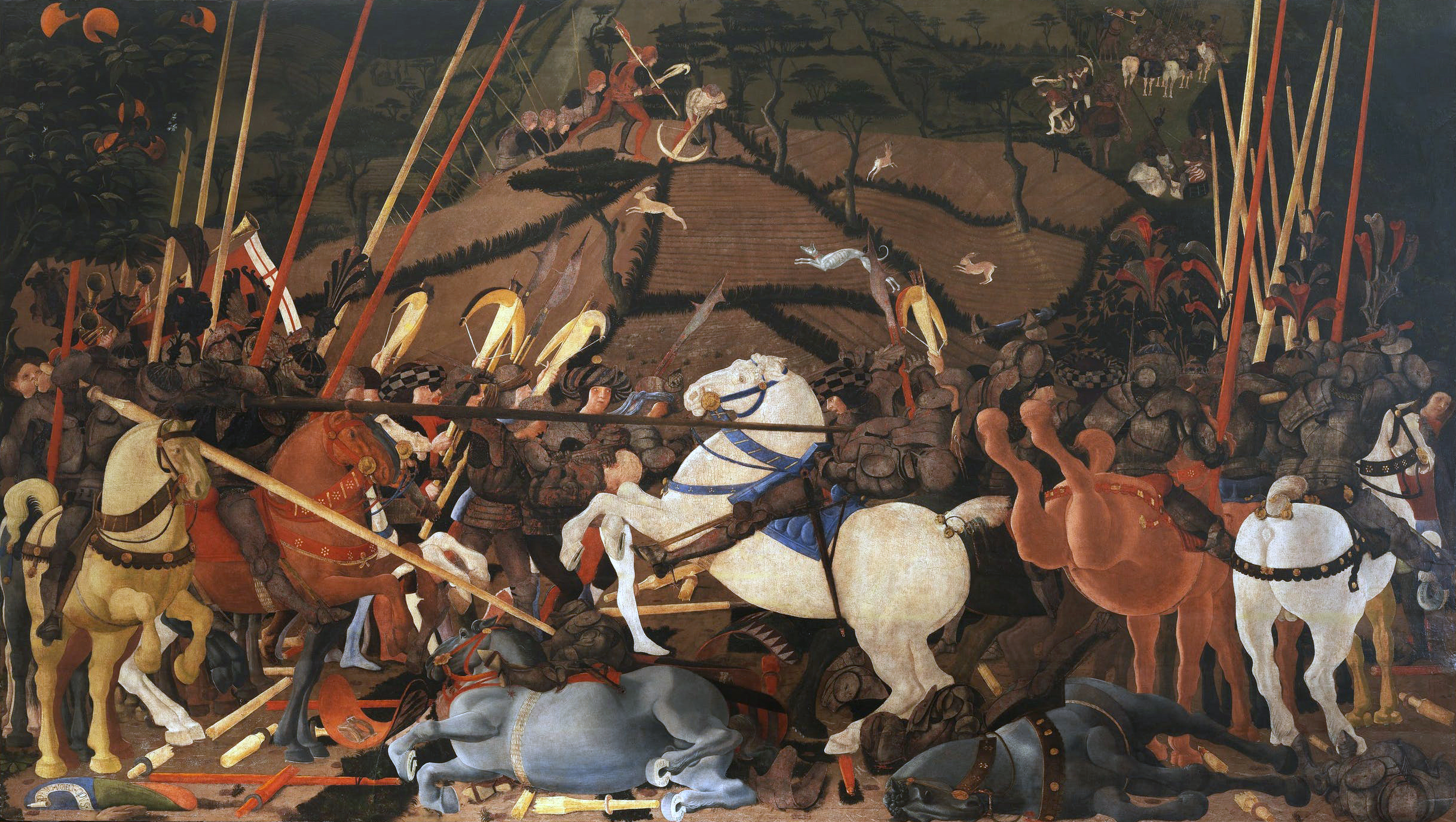
この15世紀の戦闘場面は、戦争で使用された屈強な馬を示している - パオロ・ウッチェロ、『サン・ロマーノの戦い』。

しかし例外はあり、7世紀のメロヴィング朝はローマの馬産施設を少なくともまだ1か所は維持していた。スペイン人も多くの良馬を維持しており、ある程度は馬産地としての地域の歴史上の評判に要因があり、部分的には8世紀から15世紀のあいだのイベリア半島のイスラム征服に関連した文化的影響に要因があった。
中世の軍馬（英語: war horse）の起源ははっきりしないが、現代のフリージアンやアンダルシア馬の前身であるスパニッシュ・ジェネットを通じ、若干のバルブとアラブ種の血を持っていたと考えられている。別の東方血統の起源は、十字軍が連れ帰ったもう一つの東方馬（oriental horse）のタイプ、（おそらくトルクメン種（Turkoman horse）と同系統の）イランやアナトリア原産のいわゆる「ニサエアン種（Nisaean breed）」に由来する可能性もある。その品種が何であれ「スペイン馬（"Spanish horse"）」はもっとも高価で、実際ドイツでは spanjol という単語が質の高い軍馬のための用語となった。ドイツの文献史料は、スカンジナビアからの良馬にも言及している。フランスも良い軍馬を生産した。これを一部の学者はそこでの強大な封建社会に帰しているが、同様の有り得べき説明は、732年のトゥール・ポワティエ間の戦いで、イスラムのウマイヤ朝の侵入者に対するカール・マルテルの勝利後捕らえられた貴重なスペインと東方血統の追加と相まった、メロヴィング朝によって保存されていたローマの馬産の伝統の歴史上の影響である。この戦いののち、カロリング朝は重騎兵を増強し始めた。その結果、土地の（飼料生産のための）搾取と貢物供出の牛から馬への転換が起こった。

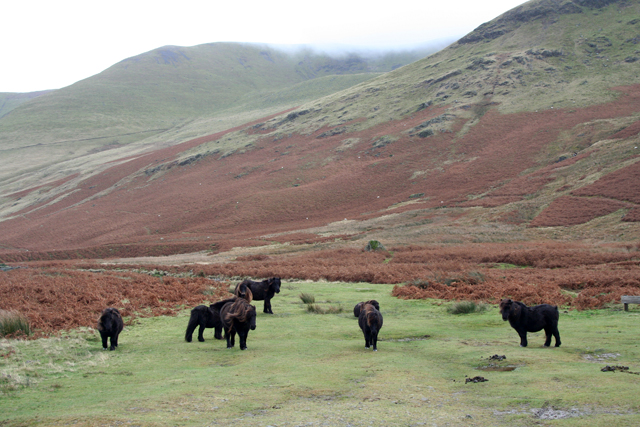
フェル・ポニーの群れ。イングランド湖水地方（カンブリア州モースデール近郊）。

馬産の軍事的重要性が認識され、計画的な育種プログラムが増加した。 多くの変化は、十字軍とスペインのムーア人の侵攻の双方によるイスラム文化の影響によるものだった。アラブ人は口承を通じてバルブとアラブ馬の広範な血統を維持していた。記録されたヨーロッパの歴史で最も初期に書かれた血統のいくつかは、スパニッシュ・ジェネットの育種に関わったカルトジオ修道会の修道士によって保管されていた。彼らは読み書きができたので入念な記録を残し、とくにスペインでは、貴族の特定のメンバーによる馬産の責任が修道士に与えられていた。イングランドでは、行軍用の乗用馬や軽騎兵として使用するために、シトー修道会などの馬のブリーダーにより毎年狩り出された野生のムーアランド・ポニーが軍馬の共通の起源だった。そのような品種の一つがフリージアン・ホースと類似した祖先を持つフェル・ポニーだった。
デストリエの血統に何が起こったのかたどるのも難しい。このタイプは17世紀に記録から消えてしまったように見える。一部の歴史家はペルシュロン、ベルジアン、サフォーク・パンチといった品種をデストリエの有望な子孫と見なし、現代の輓用種の多くに中世の「グレートホース（great horse）」へのいくらかのつながりを求めている。しかしながら歴史上の記録から、中世の軍馬は現代の輓用馬とはまったく異なる「タイプ」であることが示唆されているため、ほかの歴史家はこの説を否定している。そのような説は軍馬、とりわけデストリエは激しい気性で有名だったので、軍馬が「冷血種の」使役馬と再度交配されたことを示唆している。

### 馬のタイプ
当時、馬は品種を考慮されることはほとんどなく、代わりに馬の用途や身体的な属性を説明する「タイプ」によって定義された。その定義の多くは正確ではなく交換可能だった。おおよそ13世紀より以前において、血統はほとんど書き留められなかった。したがって、中世の馬に関する多くの用語は我々がこんにち知っているような品種を指すのではなく、むしろ外観や用途を表していた。
中世の馬の中でもっとも有名な一つは、戦争における能力で名高く賞賛されたデストリエ（フランス語、古フランス語: destrier、英語: destrier （デストリア））だった。それはよく訓練されており、強さ、速さ、および機敏さが求められた。14世紀の文筆家は彼らを「背が高く、厳かで偉大な強さを持つ」と表現した。現代の史料では、デストリエはその大きさと名声により、「グレートホース」として頻繁に言及された。主観的な言葉では実際の体高や体重についての確かな情報は得られないが、当時の平均的な馬は12 - 14ハンド（48 - 56インチ、122 - 142センチメートル）であったことから、中世の基準による「グレートホース」は、我々現代の目には小さく映るかもしれない。騎士と重装騎兵（man-at-arms、マン・アット・アームズ、重装兵）に非常に珍重されたが実際にはあまり一般的ではなく、ジョストにもっとも適していたようである。
コーサー（courser）は軽く、速く、強かったので、一般的に厳しい実戦に好まれた。彼らは貴重だったがデストリエほど高くはつかなかった。狩猟のためにもよく使われた。

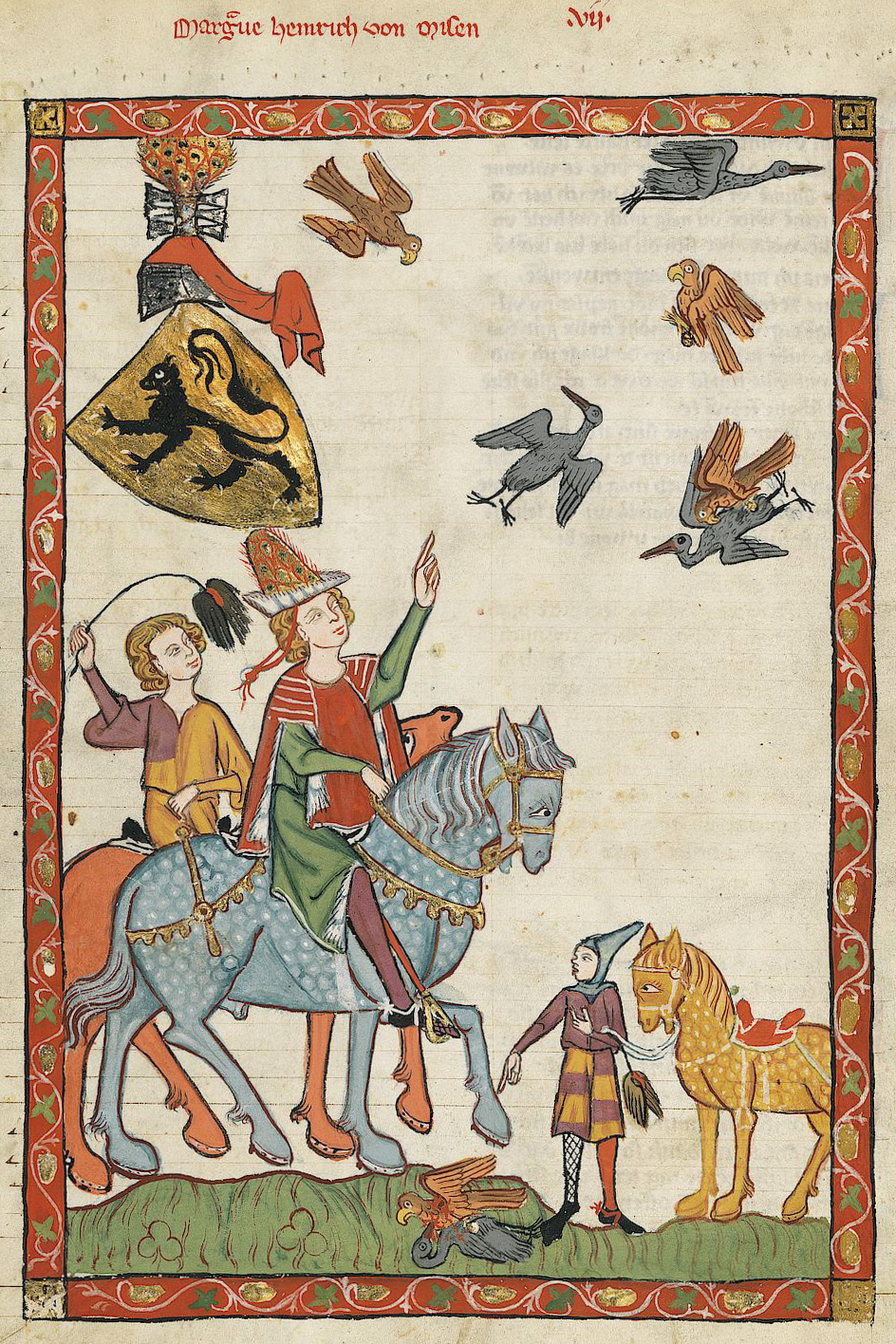
馬に乗って鷹狩をする中世の人々。馬はポールフリーまたはジェネットの体型のように見える。マネッセ写本（14世紀）より。

より汎用的な馬はラウンシー（rouncey または rounsey）で、乗用馬としての保有や、戦争のための訓練を行なうことができた。それは通常、従騎士、重装騎兵、またはより貧しい騎士に使用された。裕福な騎士であれば従者のためのラウンシーを保有していたと推測される。ときには予想される戦争の性質が馬の選択を決定した。1327年に戦争への召集令がイングランドで出されたとき、むしろデストリエよりも素早い追跡のためにラウンシーを明確に要求した。ラウンシーはときに荷馬として使用された（しかし荷馬車馬としては決して使われなかった）。
良質なポールフリー（palfrey）は価格でデストリエに匹敵し、乗馬、狩猟、および儀式での使用のために貴族と高位の騎士に好まれた。滑らかな歩様が騎乗者を比較的快適に長距離を素早く進ませることを可能にしたので、アンブルはポールフリーの望ましい特性だった。ほかの馬のタイプには、バルブとアラブの血統から最初にスペインで育種された小型の馬、ジェネット（Jennet）などがいた。大きさのみならず穏やかで従順な気性が女性の乗用馬として好まれたが、スペインでは騎兵の馬としても用いられた。
ホビー（hobby）は、スペインまたはリビアの（バルブ）血統からアイルランドで開発された、およそ13 - 14ハンド（52 - 56インチ、132 - 142センチメートル）の軽量馬だった。このタイプの速くて機敏な馬は散兵戦に好まれ、しばしば「ホブラー（hobelar）」として知られる軽騎兵に騎乗された。ホビーはイングランドのエドワード1世がスコットランドへのアイルランドの馬の輸出を阻止することで優位に立とうとしたスコットランド独立戦争のあいだ両陣営によってよく使用された。ロバート・ブルースはゲリラ戦でホビーを用い、1日に60 - 70マイル（97 - 113キロメートル）進んで襲撃を仕掛けた。

## 戦争における馬

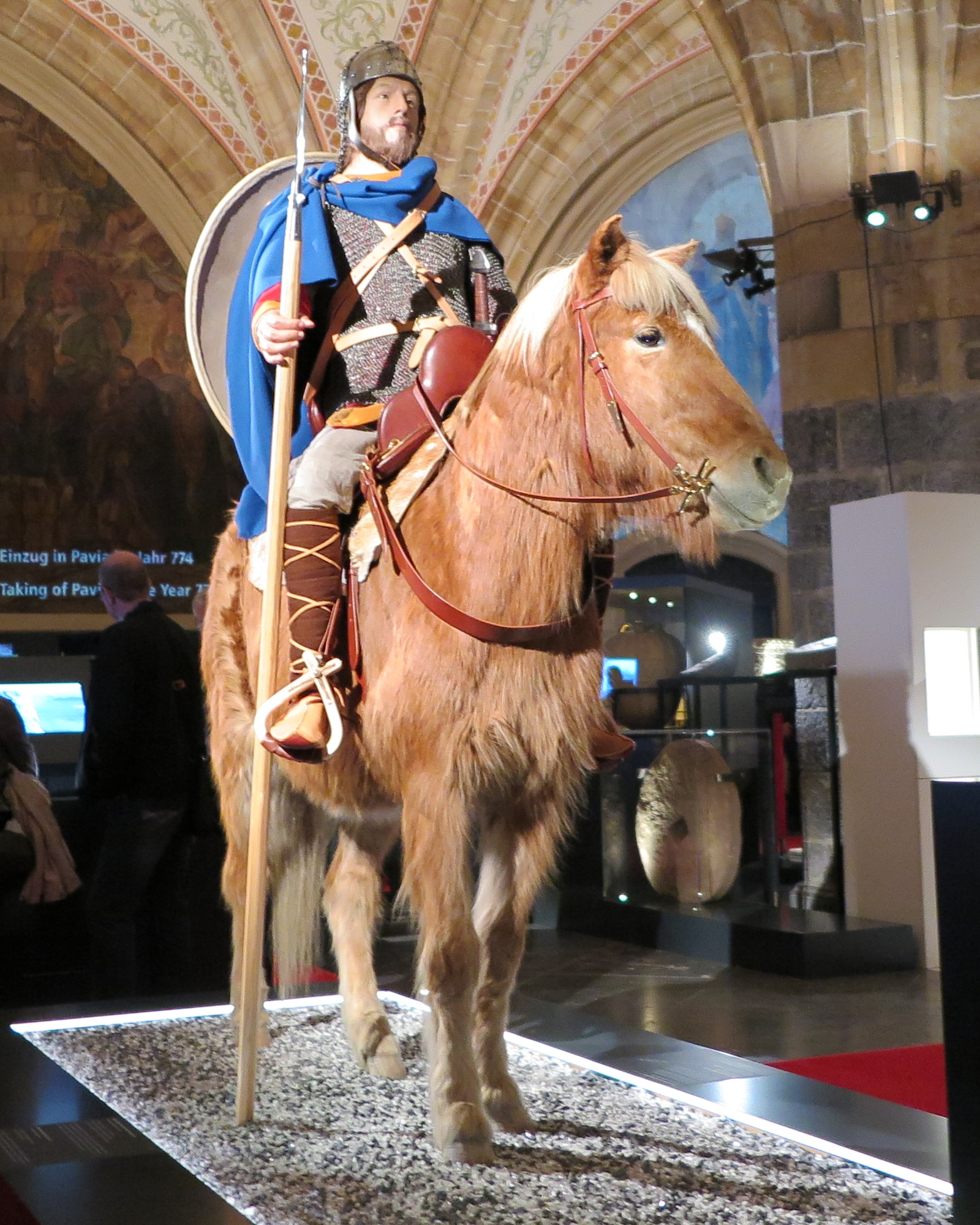
ランス、円盾、鎖帷子とシュパンゲンヘルム（兜）を装備した軍馬に乗るカロリング王朝の戦士、8世紀 - カール大帝没後1200年特別展（2014年、アーヘン）。

「軍馬」および「中世の戦争」も参照
何世紀にもわたって軽騎兵（light cavalry）は戦争で使われていたが、中世の時代には重騎兵（heavy cavalry）、とくにヨーロッパの騎士が登場した。騎馬突撃陣形における重騎兵の用兵が最初にいつ発生したのか歴史家は特定していないが、その技術は12世紀中ごろまでには広範囲に及んでいた。重騎兵の運用そのものは戦争で一般的ではなかった。会戦は可能なかぎり避けられ、中世初期のほとんどの攻撃戦は攻城戦や、素早い馬に乗った軽武装の戦士によるシュヴォシェ（フランス語: chevauchée、騎行）と呼ばれる機動力のある騎馬による襲撃の形式をとり、重い軍馬は安全な厩舎にいた。ときに会戦は不可避だったが、重騎兵に適した土地ではほとんど戦われなかった。馬に乗るのは依然として第一撃に有効だったものの、14世紀までには騎士は下馬して戦うのが一般的となった。馬は後方に送られ、追撃の準備を整えた。中世後期（おおよそ1300年 - 1550年）までには、おそらく歩兵戦術の成功と兵器類の変化のために、大規模な戦闘が一般的になった。しかしながら、そのような戦術が騎士を下馬したままにしたので軍馬の役割も変化した。17世紀までには中世のチャージャーは過去のものとなり、より軽量、非装甲の馬に置き換えられた。この期間を通して、軽騎兵（light horse）または「プリッカー（pricker）」が斥候と偵察のために使用され、行軍時の護衛も行なった。輓用の馬や牛（ox, oxen、オスの去勢牛）の大きなチームが重い初期のカノン砲を引くために用いられ、そのほかの馬が荷車（ワゴン）を引いて軍隊の物資を運んだ。

### トーナメント

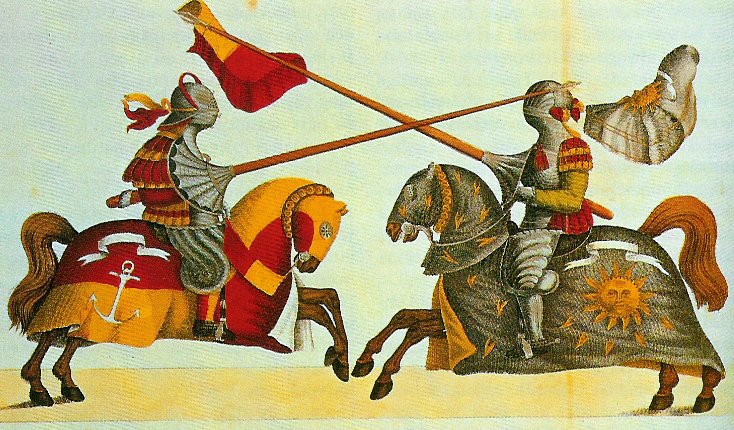
15世紀のジョストの後代の彫版。

トーナメントやハスティルデ（英語: hastilude（IPA: [ˈhastəˌlud]）、ラテン語: hastiludium、格闘競技）は、11世紀に競技と戦闘訓練の提供を兼ねて始まった。通常メレ（フランス語: mêlée、乱戦）の形式をとり、参加者は馬、装甲（armour, armor、甲冑）、戦争の武器を使った。ジョスト（古フランス語: joste、一騎打ち）の競技はトーナメントから生じ、15世紀までにチルト術（art of tilting）は非常に洗練されたものになった。このプロセスで、おそらくは戦争での騎士の役割の変化のために興行化、専門化し、実戦的でなくなった。
馬はジョストのために特別に育成され、より重い装甲が発達した。しかしながら、これが必ずしも際立った馬の大型化をもたらすことはなかった。リーズの王立武器博物館は、特別に育成した馬と複製の装甲を使用した実演でジョストを再現した。それらの馬は中世の乗用馬を正確に表現し、コンパクトなつくりで背は取り立てて高くはない。

### 軍馬のタイプ

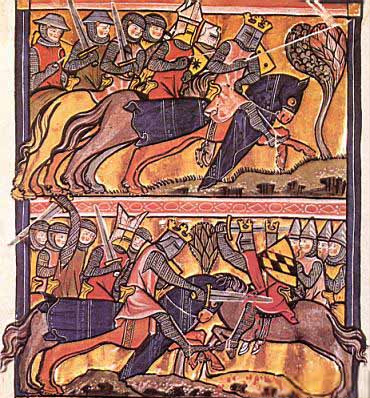
この13世紀の写本は当時の中世の馬のおおよその高さを表している。騎士の脚が馬の胴のかなり下に伸びていることに注意 - アインハルト、『カール大帝伝』写本よりザクセン戦争の彩飾画。

「デストリエ」、「ラウンシー」、および「コーサー」も参照
ヨーロッパ中世のもっとも有名な馬は、騎士を戦場へ運ぶことで知られるデストリエである。しかし大方の騎士や騎乗した重装兵はコーサーやラウンシーとして知られるより小さな馬に騎乗した。（中世の軍馬の共通の総称は「チャージャー（charger）」で、ほかの用語と交換可能だった）。スペインではジェネットが軽騎兵の馬として使用された。
ヨーロッパでは、生まれついての攻撃性と激しい性質のために牡馬（stallion）が軍馬としてよく用いられた。13世紀の作品では、戦場で「噛んだり蹴ったりする」デストリエが描かれ、戦いのさなか軍馬が互いに争っているのがしばしば見られた。しかしながら、ヨーロッパの戦士による牝馬（mare）の使用は文献史料から否定することはできない。牝馬は紀元700年から15世紀にかけてさまざまなヨーロッパ諸国を攻撃したイスラムの侵入者、ムーア人の軍馬として好まれた。また、馬乳を飲料に用いたモンゴルにも好まれていた。
軍馬は普通の乗用馬より高価で、デストリエはもっとも高価だったが、数値は史料によって大きく異なる。デストリエには普通の馬の7倍から700倍の価格の幅が与えられている。ボヘミア王ヴァーツラフ2世は、1298年に「1,000マルクの価値の」馬に乗った。それと反対に1265年のフランスの布告は、領主がラウンシーに20マルク以上使うことを禁じている。騎士は（乗用馬と荷馬だけでなく）少なくとも1頭の軍馬を持つとされ、中世後期からのいくつかの記録は、戦役に24頭の馬を持ち出した騎士を示している。おそらくは馬5頭が標準だった。

### 軍馬の大きさ

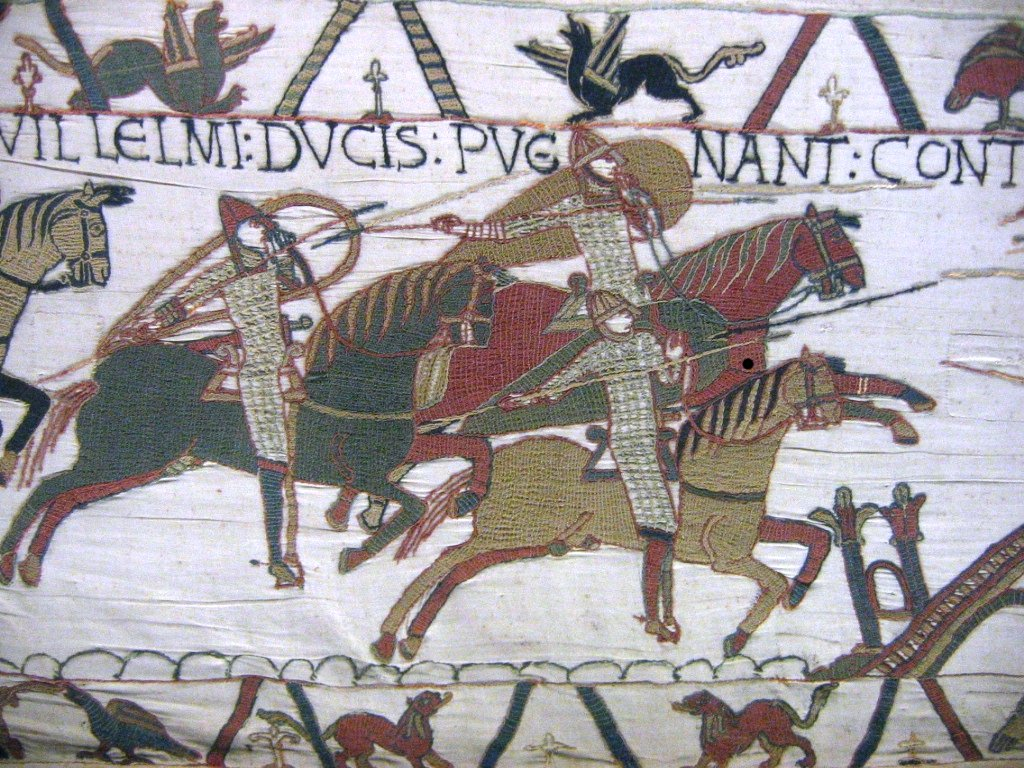
バイユーのタペストリーよりウィリアム征服王の軍馬（1066年）。

中世の研究者のあいだでは軍馬の大きさに関する論争があり、現代のシャイヤー種ほどの大きさの17 - 18ハンド（68 - 72インチ、173 - 183センチメートル）を主張する著名な歴史家もいる。しかしながら、この議論には実際的な根拠が存在する。王立武器博物館所蔵の現存するホースアーマーの分析は、元来15 - 16ハンド（60 - 64インチ、152 - 163センチメートル）の馬、あるいは、おおよそ現代のフィールド・ハンターか普通の乗用馬の大きさと骨格にこの装備が着けられていたことを示している。文学、絵画、考古学の史料を使用したロンドン博物館で行われた研究は、14 - 15ハンド（56 - 60インチ、142 - 152センチメートル）の軍馬を支持し、大きさではなく、その強さと技能で乗用馬と識別した。この平均値は中世を通してそれほど変化しなかったようである。馬は、9世紀および10世紀から大きさを増すために選択的に育種されたようにおもわれ、11世紀までに平均的な軍馬はおそらく14.2 - 15ハンド（58 - 60インチ、147 - 152センチメートル）で、この大きさはバイユーのタペストリーに描かれた馬のみならずノルマンの蹄鉄の研究で確認された。馬の輸送の分析は、13世紀のデストリエががっしりした骨格で、ほんの15 - 15.2ハンド（60 - 62インチ、152 - 157センチメートル）でしかなかったことを示唆している。3世紀後、軍馬はそれほど大きくはなく、王立武器博物館は15 - 16世紀のさまざまなホースアーマーを展示する塑像のモデルとして、体形が最適なので15.2ハンド（62インチ、157センチメートル）のリトアニアン・ヘビー・ドラフトの牝馬を使用した。

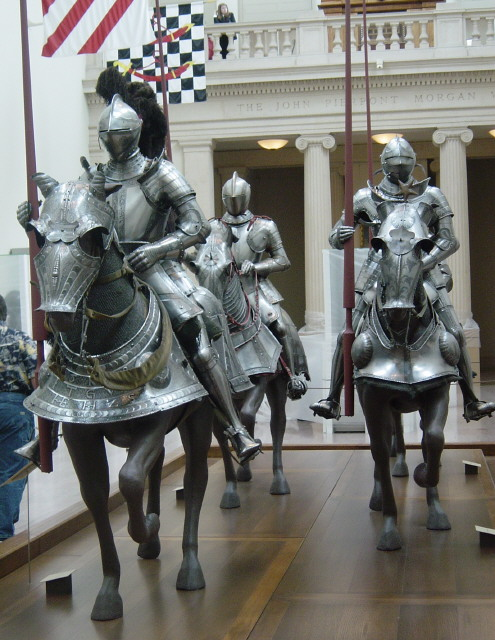
ほぼ一世紀のあいだメトロポリタン美術館で最も忘れがたい印象を与える展示のひとつとされてきた装甲騎馬像のグループ。多くの訪問者は、中世ではなく16世紀に由来するにもかかわらず、このプレートアーマーを着けた騎馬をロマンチックな騎士道の時代のシンボルとみなしている。

おそらく、中世の軍馬が輓用馬タイプでなければならないと広く信じられている理由の一つは、依然として多くの人々が中世の装甲が重いと思い込んでいることである。実際には、もっとも重い（騎士用の）トーナメント装甲でさえ90ポンド（41キログラム）ほどでしかなく、フィールド（野戦）装甲は40 - 70ポンド（18 - 32キログラム）の重量だった。バーディングまたはホースアーマーは、重量が32キログラム（70ポンド）を超えることはめったになかった。騎乗者やそのほかの装備重量を考えたとき、馬は体重の約30パーセントを運ぶことができる。したがって、そのような荷重は1,200 - 1,300ポンド（540 - 590キログラム）の範囲の重い乗用馬で確実に運ぶことが可能であり、輓用馬は必要とされなかった。
装甲を着けた騎士を運ぶのに大きな馬は必要ないが、ランス（lance、騎兵槍）の打撃力を高めるには大きな馬が望ましかったという歴史家の見解がある。しかしながら再現者による実践的な実験では、騎乗者の体重と強さが馬の大きさよりも重要であり、馬の重量のほとんど何もランスへと変換されないことが示唆された。
14 - 16ハンド（56 - 64インチ、140 - 160センチメートル）の軍馬のさらなる証拠は、完全装甲で鐙に触れることなく馬に飛び乗ることができることが騎士の誇りの問題であったということである。これは虚栄心からではなく必要性から生じた。戦闘中に落馬した場合、騎士は自身で騎乗できなければ無防備なままであろう。現実にはもちろん負傷したり疲労した騎士には困難で、護衛の従者の助けを当てにしたかもしれない。ちなみに騎士の装甲はいかなる落下においても役に立った。パッド入りのリネンの覆いの下に、弾力性のあるパッドを形成するために長髪を頭の上で編み、その上にヘルム（helm、兜）が置かれており、現代の自転車や乗馬ヘルメットと変わらない頭の保護をしていた。

## 輸送

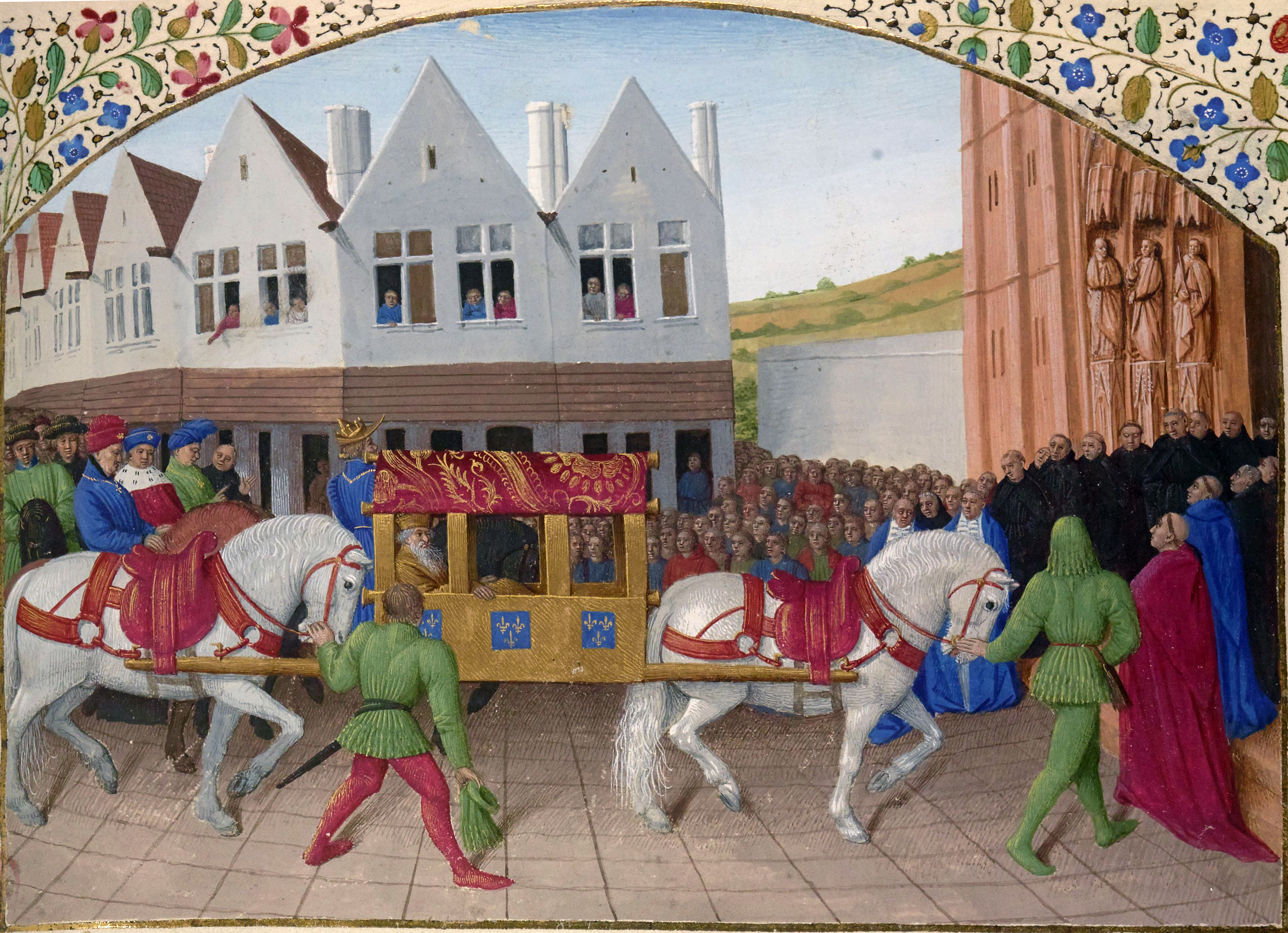
馬の輿（horse litter） - サン＝ドニ大聖堂に入る神聖ローマ皇帝カール4世。ジャン・フーケによる『フランス大年代記』の彩飾画（15世紀）。

「道路輸送の歴史」および「中世の馬の輸送」も参照
中世を通してあらゆる階級、素姓の人々にとって頻繁に広い範囲旅行するのが慣わしだった。上流階級の家庭や宮廷は領地と邸宅のあいだを移動し、外交、戦争、十字軍の要求が男たちを遠方の国々へ連れ出した。聖職者は教会と修道院のあいだを旅行してローマへの使者が形成された。すべての階級の人々が巡礼や仕事を求めて旅行し、ほかに娯楽として旅行した。ほとんどの人々は徒歩で小さな旅に出かけ、長い旅には貸し馬を雇った。上流階級では、旅行は個人的な快適性の確保のみならず、その富を見せつけるための素晴らしい馬、大勢の従者、きらびやかな騎馬行列による、これ見よがしな豪華さと誇示がともなった。たとえば1445年にイギリス王室家は、王の厩舎に60頭の馬を入れ、186頭を「チャリオット（"chariot"）」（キャリッジ）とカート（荷車、荷馬車）のために維持していた。
中世の多くのあいだ、相互につながった道路と橋のシステムは存在しなかった。ヨーロッパの一部には、まだローマ帝国の崩壊前につくられたローマ街道の残骸が残っていたが、ほとんどは荒廃した。不確かな道を長距離乗る必要があるため、滑らかな歩様の馬が好まれた。ほとんどの普通の乗用馬は、より揺れをともなうトロット（trot、速歩）よりも、むしろアンブル（amble、側対歩）と総称される滑らかだが空間期のない4節の歩法の一つができれば大きな価値があった。
短距離の旅には車輪付きの馬車が使われたが、陸の旅のためのラバの隊列（ミュール・トレイン、mule train）と川と運河のための艀（はしけ、barge）がもっとも一般的な長距離貨物輸送の形態だった。道路が良好な地域では、主要都市間で定期的な輸送サービスが確立された。しかしながら中世の道路は一般に非常に貧弱であったため、人間の乗客用のキャリッジ（carriage）はまれだった。道路状況がよくなると貨物ワゴンから発達した初期のキャリッジが開発された。14世紀後半にはストラップ・サスペンションを装備したシャリオ・ブランラン（フランス語: chariot branlant）が導入され、キャリッジの旅行はより快適になった。
旅行の速度は大幅に変動した。大勢の随行は、歩みの遅い荷車や輿（こし、litter）の存在や、徒歩の使用人と付添人によって遅くなり、1日に15 - 20マイル以上進むことはほとんどなかった。小規模な騎馬の行軍では1日30マイル旅した可能性がある。ただし例外はあり、途中馬を変えるために止まるだけで、イングランドのリチャード2世はダヴェントリーとウェストミンスター間の70マイルを一夜で踏破したことがあった。
育成、戦争、旅行目的のために、馬自体の輸送が可能である必要があった。この目的のために、馬の輸送のための用途に合わせたボートが建造された。ウィリアム・オブ・ノルマンディーの1066年のイングランド侵攻ではノルマンディーから2,000頭以上の馬を輸送する必要があった。同様にイングランドのエドワード1世は1285年 - 1286年にフランスを旅行したとき、王族に輸送手段を提供するためにイギリス海峡を横断して1,000頭以上の馬を運んだ。

### 乗用馬

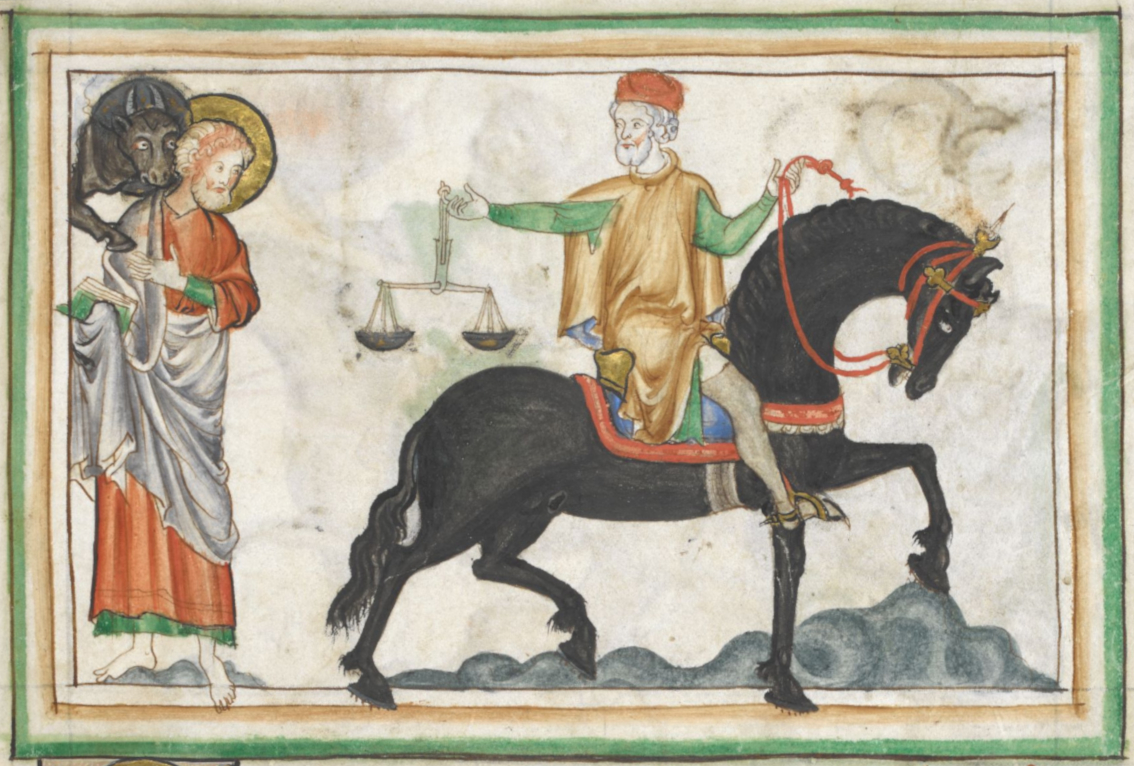
13世紀の乗用馬の描写 - 『黙示録』写本より、第三の封印: 黒い馬の彩飾画。

中世のあいだ乗用馬（riding horse）はさまざまな人々に使用されたので、品質、大きさ、品種に大きな違いがあった。騎士と貴族は戦争の訓練に乗用馬を保有し、実戦のために軍馬は温存した。馬の名称は、品種ではなく、馬の「タイプ」を示していた。多くの馬が自身または直接の祖先が生まれた地域によって命名された。ドイツでは、重いスカンジナビア馬は戦闘に用いられたが、より小柄なハンガリーの馬が乗用馬としてとくに人気があった。ラバもよく乗用に用いられたが、主としてその速さのためにアラブはあらゆる馬のなかで最高の馬とされた。個々の馬は、歩法（「トロッター（trotter）」や「アンブラー（ambler）」）、毛色、またはブリーダーの名前で表現されることがよくあった。
最高の乗用馬はポールフリーとして知られていた。それ以外の乗用馬は通常「ハクニー（hackney）」と呼ばれ、現代の「ハック（"hack"）」という用語はこれに由来する。女性はときにポールフリー、またはジェネットとして知られていた小型で大人しい馬に騎乗した。

### 馬車馬と荷馬
中世を通してさまざまな使役馬が利用された。荷馬（pack horse または "sumpter horse"）は器材や所持品の輸送に用いられた.。通常ハクニーと呼ばれた一般的な乗用馬は荷馬として用いることも可能だった。荷馬車馬（cart horse）は、交易および農場において、あるいは軍事作戦の一部として、貨物運搬のためにワゴンを引いた。これらの輓用馬（draught horse, draft horse）は、現代のそれらと比べるとより小型であった。絵画や考古学的な証拠は、それらががっしりとしているが短躯で、13 - 14ハンド（52 - 56インチ、132 - 142センチメートル）程度、馬あたり500 - 600ポンド（230 - 270キログラム）の荷を引くことができたことを示唆している。4輪ワゴン（four-wheeled wagon）と2輪カート（two-wheeled cart）は、例えばロンドンのうような都市でより一般的で、通常車両のタイプと荷の重さに応じてタンデム（tandem、縦列）につながれた2、3または4頭立ての馬で引かれた。イングランドでは12世紀に始まり、カートを引く牛の利用は馬の利用に徐々に取って代わられ、このプロセスは13世紀を通して広がった。この変化が生じたのは、馬で引く輸送が、牛で引く輸送方法よりも早く、より遠くに物品を移動させたためだった。

## 農業
ローマ人は二圃式農法を用いていたが、8世紀以降は三圃式が一般的となった。一つ目の農地に冬作物を播種し、二つ目は春作物、三つ目は休閑地とされる。これは馬の飼料として与えられるエンバク（燕麦）の春の収穫量を増大することが可能になった。中世期におけるもう一つの進歩は、緻密で重い土壌を容易に耕作可能にするヘビー・モールドボード・プラウ（heavy mouldboard plough）の開発だった。この技術は、より大きな農場の導入のみならず牛や馬など輓獣のより大きなチームの使用を必要としていた。とりわけ12世紀以降、ホースカラーと鉄を使用した蹄鉄双方の利用増加により、馬の力をより効率的に伝えることが可能となった。馬のチームは、牛8頭に対して通常4頭ないし、おおよそ6頭で、馬は牛と異なり牧草に加えて穀物を必要とするという事実をより少ない頭数で補填した。馬による速度の向上は、1日当たりの耕作地の増大を可能にし、牛8頭立てプラウが1日平均半エーカーであるのに対し、馬では1日平均まるまる1エーカーだった。

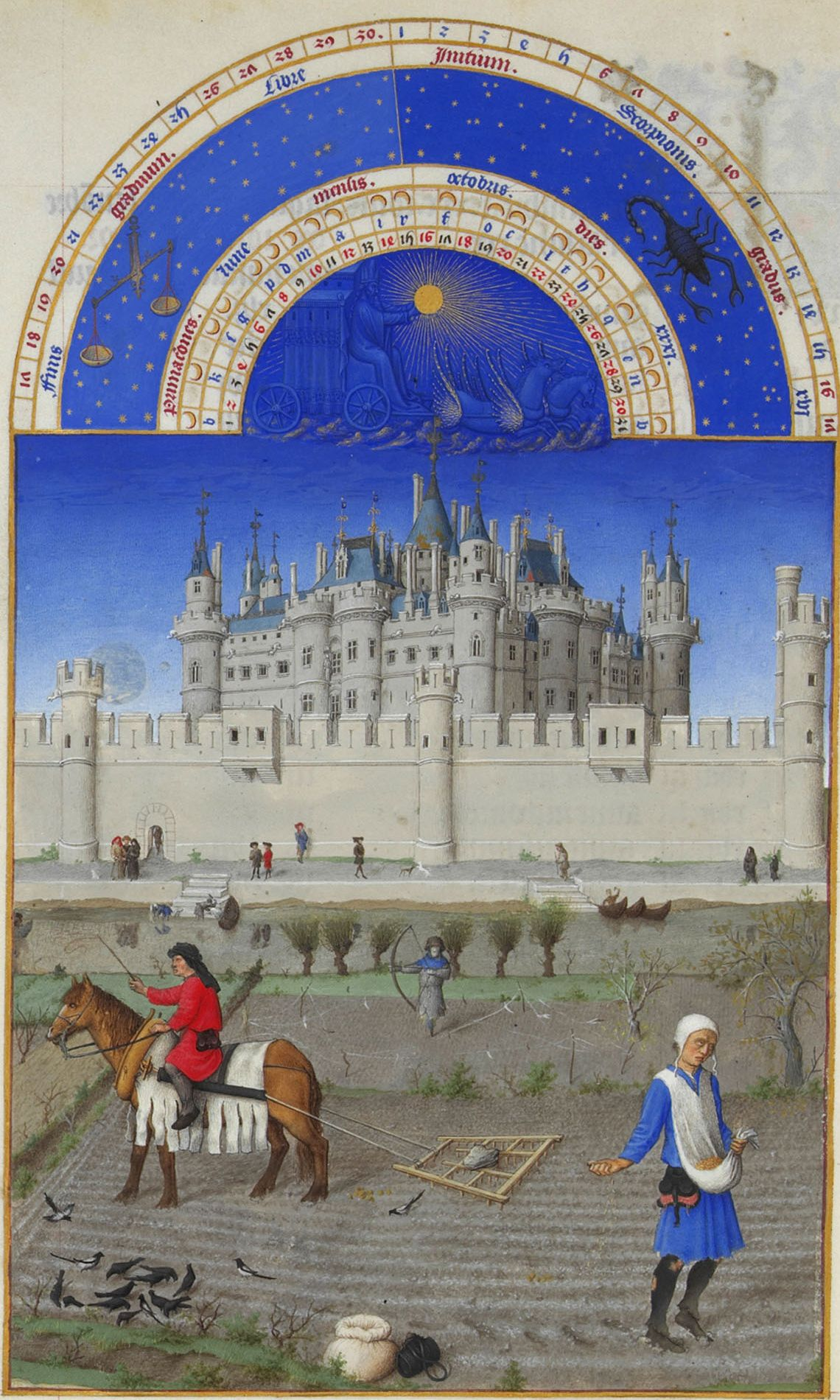
この馬には馬鍬の重量を支えるためのホースカラーが装着されている。『ベリー公のいとも豪華なる時祷書』より「10月」（15世紀）。

耕起や砕土といった農作業のために利用された「アフラス（ラテン語: affrus）」（や「ストット（古英語: stott）」）と呼ばれた輓用馬は通常、荷馬車馬よりも小型で安価だった。農場の役畜として牛が伝統的に用いられていたが、ホースカラーが開発されたのちは馬の方が多く利用され始めた。牛と馬はときには一緒にハーネスにつながれた。農作業における牛から馬への転換は絵画史料に記録され（例えば11世紀のバイユーのタペストリーには使役馬が描かれている）、ローマの二圃式農法から（主にエンバク、大麦、豆などの）飼料作物の作付を増加させる新しい三圃式へと変化したことからも明らかである。馬はまた作物の処理にも使用された。（トウモロコシ製粉のような）製粉機で車輪を回転させたり、作物を市場へ輸送するために使用された。馬は牛とは異なり車輪付きプラウに適していたため、馬のチームへの変化はプラウの変化を意味した。

## 馬具と技術革新

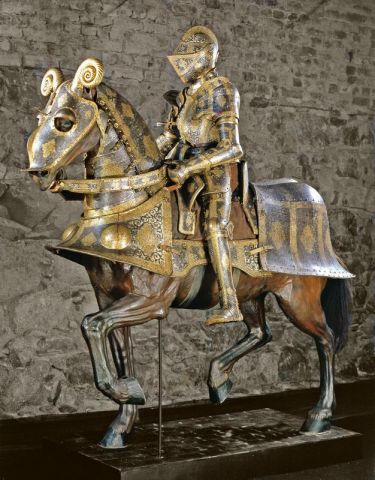
馬と騎士のための装飾された16世紀の装甲と典型的なハイサドル（鞍頭と鞍尾が高い鞍）。ストックホルム王家武儀博物館。

馬具の技術開発は、馬の生産や利用法の開発と同様の歩調で発達した。中世初期のあいだの戦争における重騎兵への変化は、ほかの文化からの鐙、鞍橋、および蹄鉄の到来に促進され、かつ依存していた。
釘打ち蹄鉄の開発は、とりわけ北ヨーロッパの湿った土地で、より遠距離、短期間での乗馬の旅を可能とし、さまざまな地形での行軍に役立った。保護と支持を提供することにより釘打ち蹄鉄は輓用馬のけん引も改善した。ローマ人が蹄ブーツに似た鉄製の「馬サンダル（"hipposandal"、ヒッポサンダル）」を開発しておりヨーロッパ起源のように思われるものの、釘打ち蹄鉄の実際の起源については多くの議論がある。ガリアのケルト人が最初に金属製の蹄鉄を釘付けしたという推測があるが、紀元500年から600年以前に釘打ちされた蹄鉄が存在したという証拠はほとんど存在しない。鉄の蹄鉄のもっとも早い明確な文書記録は、西暦910年からの騎兵隊装備品一覧の「三日月形の鉄とそれへの爪」への言及である。さらなる考古学的証拠によると、シベリアで9世紀から10世紀に使用され、間もなくビザンティンに伝播した。11世紀までにはヨーロッパで蹄鉄が一般的に使用されていた。十字軍が1096年に始まったころまでには蹄鉄は広範囲に広がり、さまざまな文献史料で頻繁に言及された。

### 乗馬具の技術
「鞍」、「鐙」、「頭絡」、および「ハミ」も参照
頑丈な支え（鞍橋（くらぼね）、鞍骨、鞍瓦）付きの鞍（solid-treed saddle）は、騎乗者の重量から馬を保護する支持面を備えていた。ローマ人は、ことによると早くも紀元前1世紀の初期に鞍橋を発明したとされており、紀元2世紀までには広範囲に広がっていた。中世初期の鞍はローマの「四つツノ」鞍（"four-horn" saddle）に似ており、鐙なしで使用された。鞍橋の発明は重大だった。騎乗者を馬の背中の上に起こし、騎乗者の重量を分散させて馬の背中のどこか一部分に集中していた圧力を減らすことにより、馬の快適性を大幅に高め、耐用年数を伸ばした。鞍橋全体に重量が分散されると、馬はより多く運搬することができた。騎乗者の安全をより高める座席を鞍に組み付けることも可能になった。12世紀中からはハイ・ウォーサドル（high war-saddle、高軍人鞍）がより一般的となり、安全性が増すだけでなく防護機能も備えた。鞍橋に組み付けられた鞍尾（あんび、cantle）は、騎手がより効果的にランスを使用できるようにした。
鞍の下には、ときに馬飾り（カパリスン、caparison）や鞍下（サドルクロス、saddle cloth）を着せた。これらは紋章の色や武具で装飾や刺繍を施すことができた。軍馬には、バーディング（barding, bard）と総称される追加の覆い、毛布、装甲が装備されることもあった。これらは装飾あるいは防御目的でもあった。トーナメントに限れば、通常初期のホースアーマー（horse armour、馬用装甲、馬鎧）の形状はトラッパー（trapper、飾り布）で覆われたパッド入りの革製で、とくに重くはなかった。まれに鎖帷子（くさりかたびら）やプレートアーマー（plate armour、板金装甲）も使用され、12世紀後半にはホースアーマー（「鉄の毛布（"iron blanket"）」）に関する文献資料が見え始める。

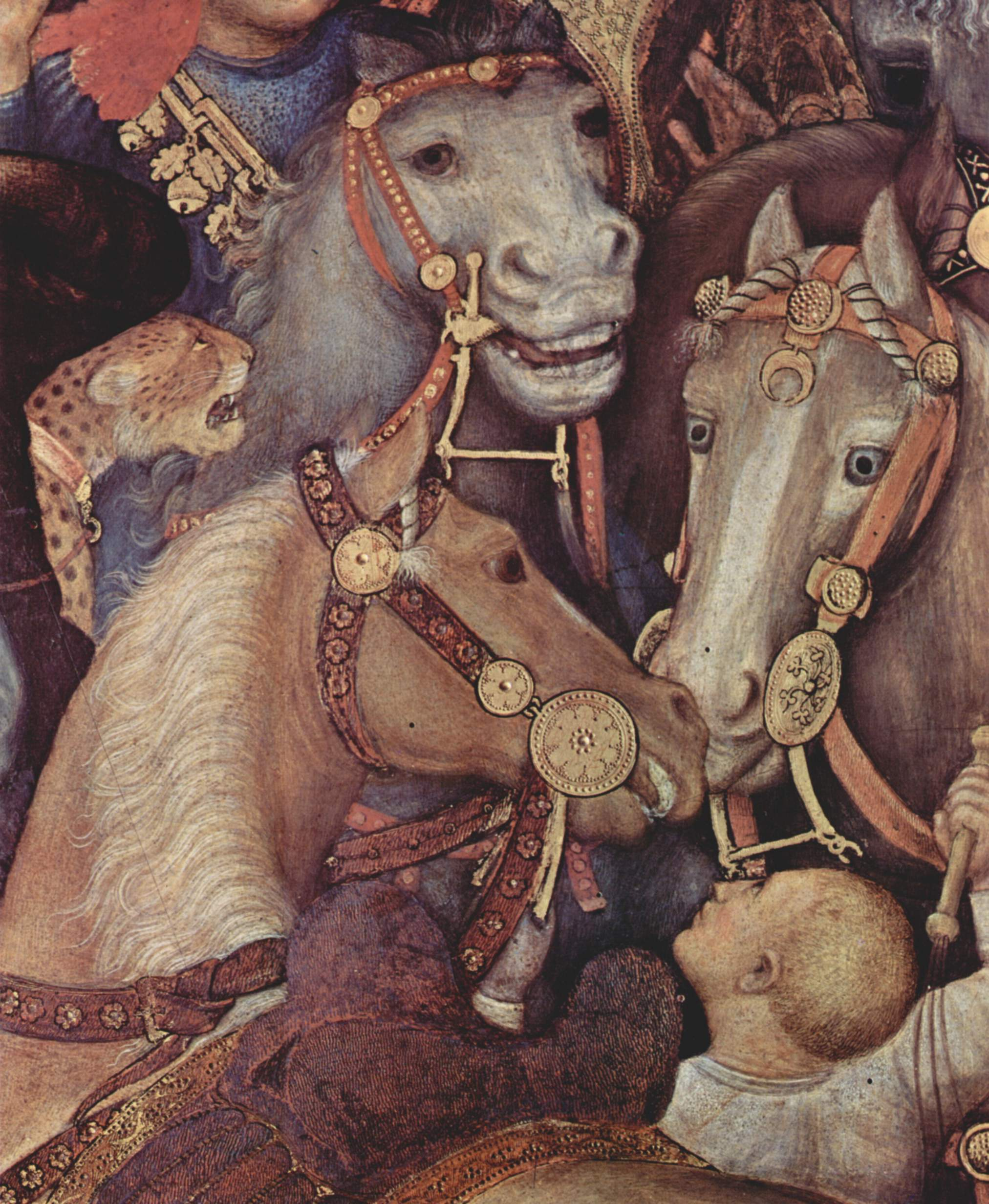
大勒ハミを描いたジェンティーレ・ダ・ファブリアーノ、『東方三博士の礼拝』からの詳細（15世紀） - チークが延ばされ、装飾的なボス金具がハミ身の側面に取り付けられている。

ローマは歩兵を重視していたものの、共和制後期には馬の防護装備がまれに見られた。ローマ軍の重装甲騎兵の最初の部隊はハドリアヌス帝のもとで導入され、当初は儀式的な訓練に用いられた。その後、おそらくは西暦3世紀から4世紀初頭、敵のパルティアやサーサーン朝をモデルにしたクリバナリ（ラテン語: clibanarii）と呼ばれる特殊部隊の補助軍が導入され、西ヨーロッパを含む属州に配備された。しかしローマの衰退に伴い、アルプス以北の馬の防護装備の使用は完全に消滅したと見られる。12世紀になるとホースアーマーが徐々に再導入され、当時の騎兵同様、馬にも鎖帷子が着せられた。バハー・アッディーン・イブン・シャッダードは、アッコ包囲戦（1189年 - 1191年）で「脚元まで鎖帷子で覆われた大きな馬」に乗る十字軍の騎士を記録し、1198年のジゾールの戦いでは、イングランドのリチャード1世が200頭のフランス軍の馬を捕獲し、そのうちの14馬は「鉄で覆われていた」と報告されている。シャフロン（shaffron、馬の頭部を防護する面）を含む板金による馬の防護は1250年頃以降に登場し始めた。15世紀初頭には人および馬のための完全なプレートアーマーが最終的な完成を見て、鎖帷子の使用は減少した。プレートアーマーはさまざまな装飾が可能だった。馬は戦争、トーナメント、儀式で重要な役割を果たしたので、騎乗者のものと同じくらい手の込んだ高価なホースアーマーがつくられたが、人の装甲よりもさらに希少だった。1400年代後半から1500年代後半にかけてホースアーマーは技術的にも芸術的にも洗練され、その最高級の作品はルネサンス装飾芸術の最大の業績とみなされている。
鞍橋により鐙（あぶみ、stirrup）の利用も効果的になった。鐙は中国で開発され、西暦477年までには広範囲に用いられた。7世紀までに、主としてアヴァールのような中央アジアからの侵入者により鐙がヨーロッパへもたらされ、8世紀までにはヨーロッパの騎乗者に受け入れられた。数ある利点の中でもとりわけ鐙はより大きな安定と支持を騎乗者に与え、とくに歩兵に対し騎士が落馬せず、より効果的に剣（sword）を使用することを可能にした。
8世紀以降、戦闘時の鞍上の戦士の安定性と安全性を目的とした鐙の使用が増加した。ランスは鐙なしで効果的に用いることができたものの、これが急襲戦術（shock tactics）の運用拡大を導いた可能性がある。とりわけカール・マルテルは鐙の軍事的可能性を認め、没収した土地をこの新戦法で彼に仕えるという条件で臣下に分配した。
大鐙論争で知られる説は、戦争における鐙の使用から生じた利点が封建制それ自体の誕生につながったと主張している。ほかの学者からは、しかしながら、この主張には異議が唱えられ、突撃戦における鐙の利点はほとんどなく、鐙はおもに戦闘中、鞍上で騎乗者を左右に大きく傾けることを可能にすることに役立ち、単に落馬の危険性を減少させたということを示唆している。したがって、中世の軍隊における歩兵から騎兵への転換の理由でも封建制の出現の理由でもないと主張されている。

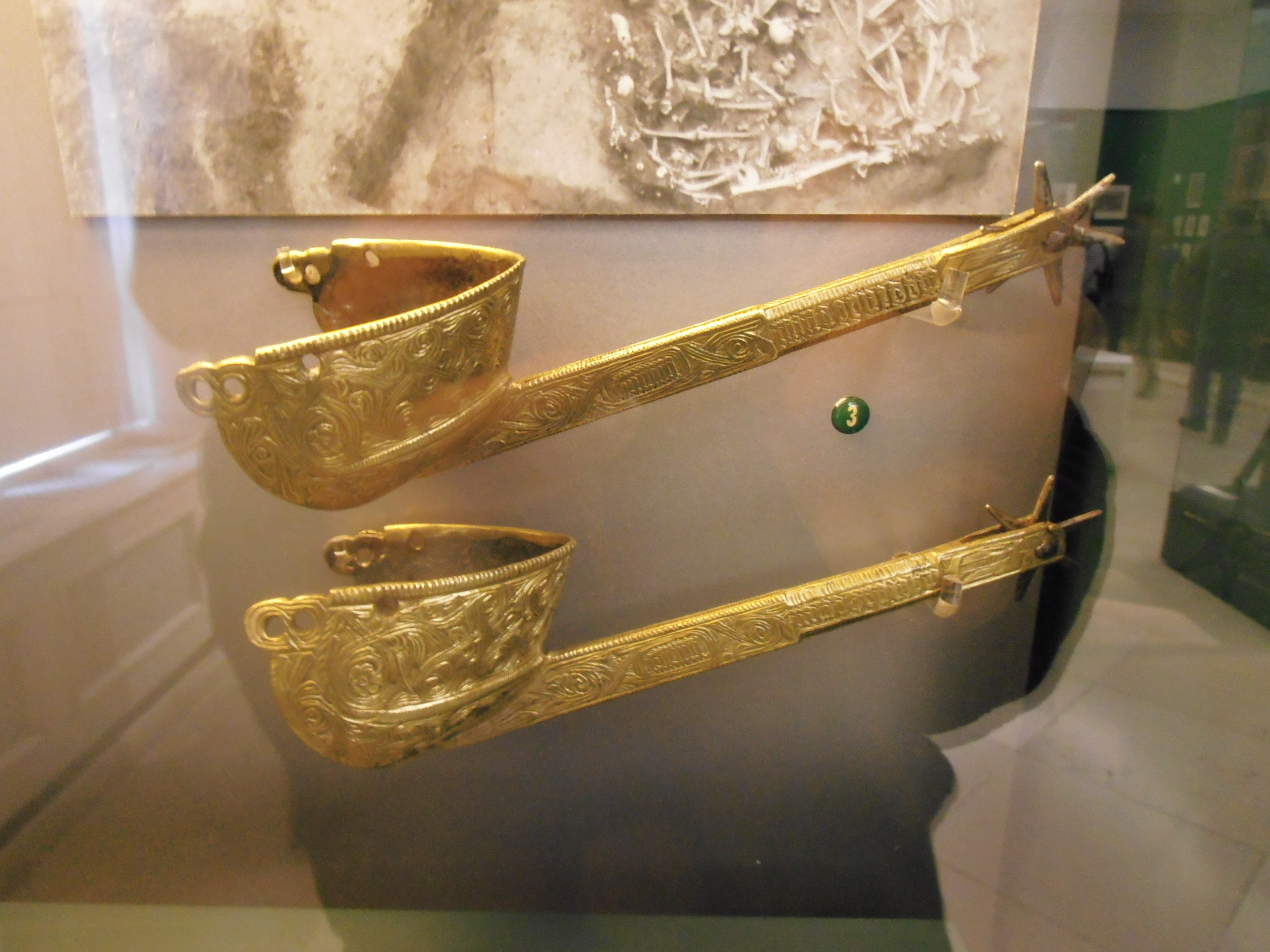
ラヨシュ2世（1506年 - 1526年）の黄金の拍車（ハンガリー国立博物館）。

馬を制御するために使用する種々多様なヘッドギアが存在したが、主たるものは、さまざまな構造のハミ（馬銜、銜、bit）の付いた頭絡（とうらく、bridle）だった。中世のあいだ使用されたハミの多くは、こんにちでも一般的に使用されている小勒、水勒ハミ（しょうろく、すいろくハミ、bradoon, snaffle bit）、および大勒ハミ（たいろくハミ、curb bit）に類似したものだった。しかしながら、それらは多くの場合大仰に飾り立てられており、ハミ環（ハミかん、bit ring）やハミ枝（はみえだ、bit shank）は頻繁に大きな「ボス（装飾金具）」で覆いをされていた。その一部の構造は、こんにち使用されるものより極端で、きつく作用した。大勒ハミは古典時代にも知られていたが、中世のあいだは14世紀中ごろになるまで一般的には使用されなかった。中世のあいだ使用された一部の水勒ハミの形式は、現代のハーフチーク（half-cheek）やフルチーク（full cheek）水勒ハミのように下側のチークを伸ばした形状をしていた。13世紀後半までは、頭絡は一般にひと組みの手綱（rein）を備えていた。この時代ののち、現代の大勒（double bridle）と類似した、ふた組みの手綱を使うことが騎士のあいだでより一般的となった。これは通常、最低ひと組みは装飾されていた。
拍車（spur）は、この時代を通じ、とりわけ騎士によって一般的に使用された。その関連は頻繁に認められ、騎士叙任を得た際に若者は「拍車を勝ち取った」と言われたという。裕福な騎士や騎乗者は多くの場合、装飾や透かし細工が施された拍車を着けていた。騎乗者のかかとにストラップで取り付けられた拍車は、馬を素早く前進させることを促したり、横方向の動きを指示したりの両方に用いることができた。初期の拍車には、花車（rowel）を比較的騎乗者のかかと近くに配置する短い柄（シャンク）やつなぎ（ネック）が付いていた。拍車の形状がさらに改良されるとつなぎが長くなり、騎乗者側の脚の動きが少なくなって馬に触れることが容易になった。

### ハーネスの技術

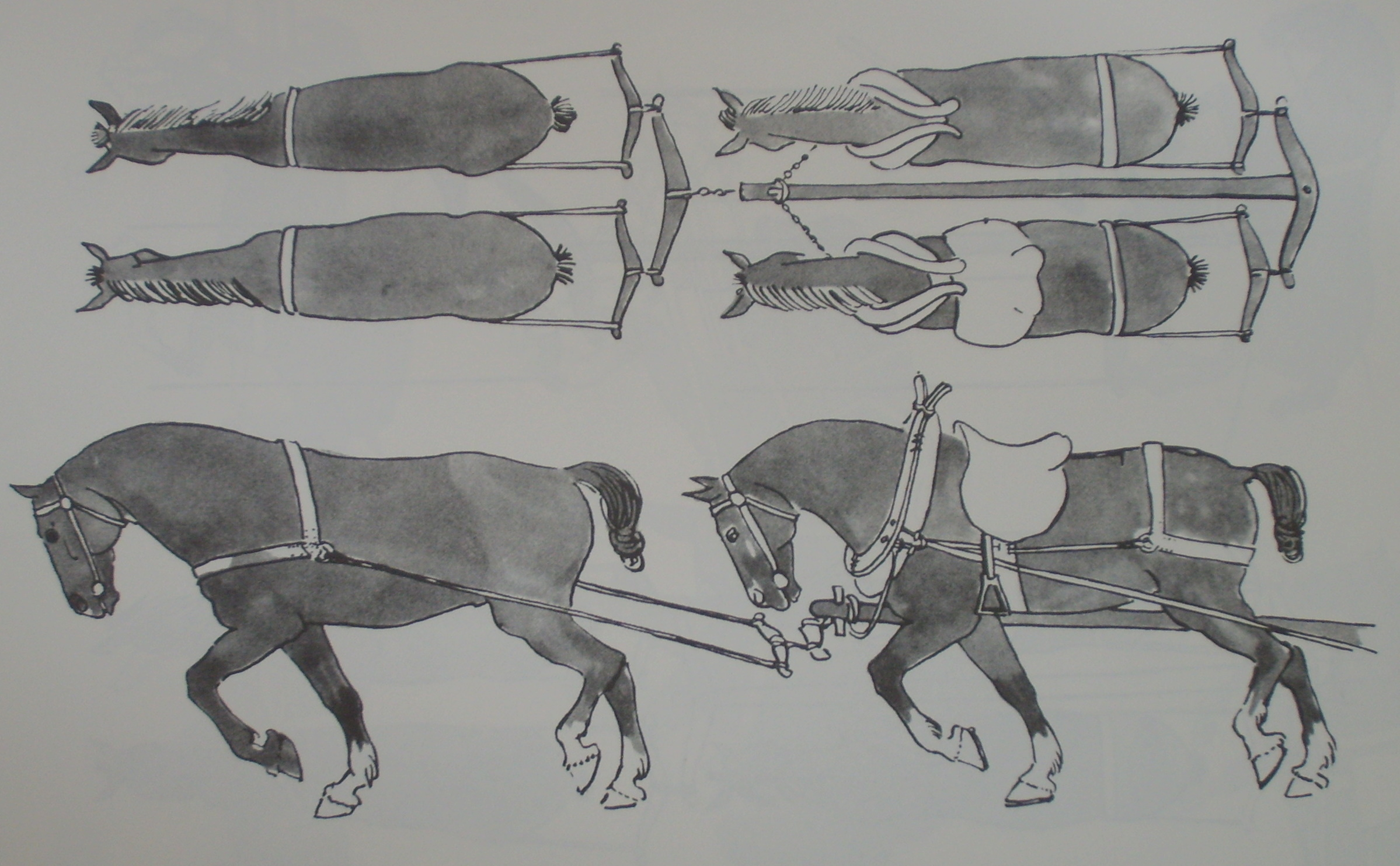
この中世の馬のチームの描写は、先頭のペアは胸懸を付けているが、後続のペアはホースカラーを付けている。1頭の馬は鞍を付けていることに注意。

「ホースハーネス」および「頸環」も参照
馬の重要性と利用を促進したハーネス（harness、引き具）における重大な発明は、とくに耕起やほかの農作業のためのホースカラー（horse collar、馬用首輪、頸環、わらび形）だった。ホースカラーは5世紀のあいだに中国で発明され、9世紀のあいだにヨーロッパに到来し、12世紀までにはヨーロッパ中に広まった。それは初期の時代に使用されたくびき（軛、衡、頸木、yoke）や胸懸（むながい、breastcollar）で車両を連結したときよりも、より大きな重量をけん引することを可能にした。くびきは牛用につくられており、後半身の力を使うことよりも肩で引くことを馬に要求し、馬には解剖学的に適さなかった。このような方法のつなぎ方では、馬のチームで500キログラム以上はけん引できなかった。動物の首と胸に平らなストラップを渡す胸当て方式のハーネスは、軽車両をけん引するには有用であったが、重労働にはほとんど役に立たなかった。これらのストラップは馬の気管と胸骨頭筋（sterno-cephalicus muscle）を圧迫し、呼吸を制限して馬のけん引力を弱めた。胸懸ハーネスによる2頭立てのけん引は、合わせて合計1,100ポンド（500キログラム）程度が限界であった。対照的に、ホースカラーは馬の肩に載っており、呼吸を妨げることはなかった。それは肩でけん引するのではなく後半身で首輪を前に押し出すことにより、馬にその力を最大限発揮させることを可能にした。ホースカラーを使えば、一般に持久力がより高まり、1日当たりの稼働時間を増す能力があるだけでなく、より速く動かすことを可能にしたため、馬1頭は牛1頭よりも50パーセント多い時間当たりの仕事量で作業成果を提供できた。より効率的な首輪ハーネスを用いれば馬1頭で約1,500ポンド（680キログラム）の重量をけん引することができた 。
チームの配置を変更することにより、さらなる改良が図られた。横並びよりも前後に連結することで重量が均一に分散し、けん引力が増加した。この馬力の増加は、トロワ建設の記録において車引き（carter）が50マイル（80キロメートル）離れた採石場から石を運んだことで実証された。カートの重量は平均して5,500ポンド（2,500キログラム）で、そこへ通常5,500ポンド（2,500キログラム）の石が積み込まれ、ときには8,600ポンド（3,900キログラム）にまで増加することがあった。これはローマ時代の負荷からの大幅な増加だった。

## 馬の職業と交易
中世の優れた騎手（horseman）とは騎士（knight）であった。通常、中上流階級出身である騎士は、幼少期から戦闘技術と馬の管理を仕込まれた。horseman を表すフランス語の「シュヴァリエ（chevalier）」、スペイン語の「カバレロ（caballero）」、ドイツ語の「リッター（Ritter）」と、多くの言語で騎士を表す用語は騎手としての立場を反映している。英語でも馬の達人を表すフランス語「シュヴァリエ」は、騎士階級の最高概念、「騎士道（chivalry）」にその名を伝えた。
馬の適切な管理と世話を確保するために多くの職業と地位が生まれた。貴族の家中において、マーシャル（marshal、厩役）は旅行の物流だけではなく軍馬から荷馬に至るすべての馬の世話と管理を行ない、馬に関連するあらゆる局面に責任を負った。宮廷内におけるマーシャル（文字通り「馬の召使（"horse servant"）」）の地位は高く、（イングランドのアール・マーシャル（Earl Marshal、軍務伯）のような）国王のマーシャルは多くの軍事問題についての管理責任も負っていた。「元帥」「将官」、「式部官」「（儀式や競技会などの）進行係」、米国「連邦保安官」「警察署長」「消防署長」等に訳される現代英語マーシャル（marshal）のゲルマン語の語源は「馬」を意味する *marhaz （英語の「牝馬」 "mare" の起源と関連する） + 「召使」 *skalkaz の組み合わせで「馬の召使」、すなわち「厩番」「厩役」を意味する。このゲルマン語から派生したフランク語 *marahskalk は、中世の戦争における騎兵の重要性を反映して王室の高官、さらには高位の軍司令官を表すようになった。*marahskalk は中世初期に北フランスがフランク王国に支配されると "mareschal" として古フランス語に借用され、のちにノルマン人が11世紀にイングランドでフランス語を話す官吏階級を確立した際にイギリスへもたらされた。貴族の家中には、家中の警備や秩序の維持を担当して軍の構成要素の指揮を行ない、マーシャルとともにハスティルデそのほかの騎士道的行事を運営したとみられるコンスタブル（constable、厩長）（または「厩舎伯（"count of the stable"）」）も存在した。下層社会では「マーシャル」が装蹄師の役を務めた。高い技量を有するマーシャルが蹄鉄を製作して装着し、蹄の世話を行ない、一般的な獣医医療を馬に施した。中世を通してマーシャルと、仕事の範囲がより限定される鍛冶職人とは区別された。
多くの商人が馬の供給に携わった。馬喰（ばくろう、horse dealer）（イングランドではしばしば「馬狩り（ "horse courser"）」と呼ばれた）は馬を売り買いし、盗まれた馬の取引に積極的に手を染める不正な人物として悪名が高かった。「ハクニーマン（"hackneyman"、貸し馬車屋）」などのほかの人々は、貸し馬を提供して往来の多い道で大所帯を数多く形成し、盗難防止のため馬にしばしば焼き印を施した。

## 女性と馬

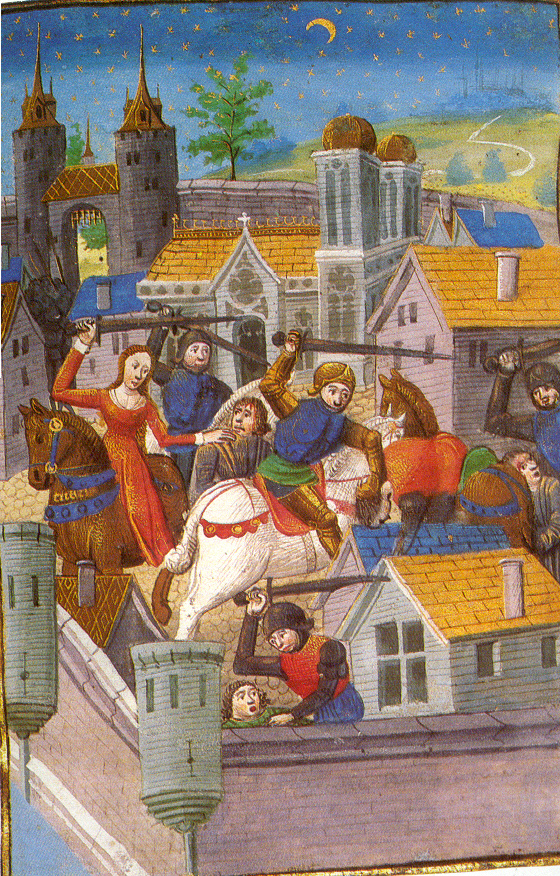
この中世の絵画はドレスを着た女性が横乗りではなく、またがって軍馬に乗ったことを示している。

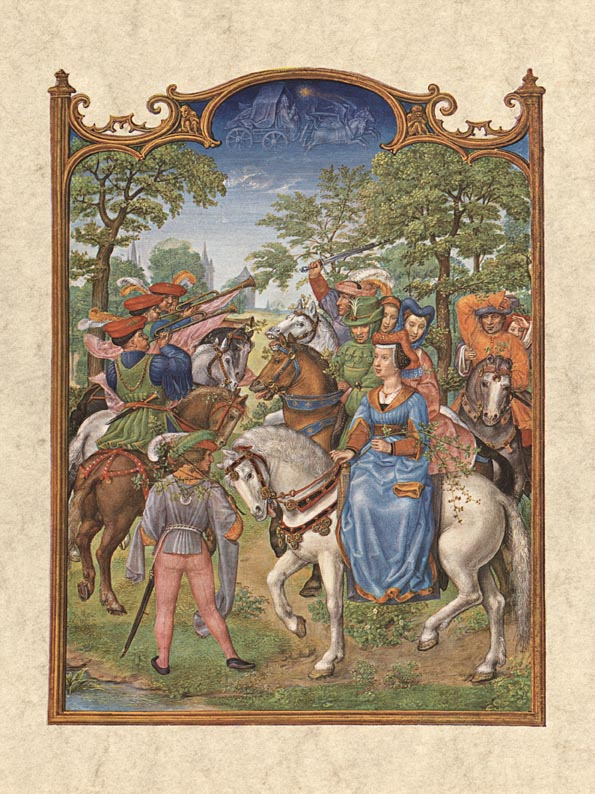
アン・オブ・ボヘミア（1366年 - 1394年）とされる絵柄の、初期のサイドサドルに乗る貴婦人の描写 – ヘラルト・ホレンバウト、16世紀。

家族全員が中世の店舗や農場の経営を多くの場合助けていたので、娘が父の生業を学び、妻が夫と生業を共にするのは珍しいことではなかった。多くのギルドが未亡人の加入資格を認めていたので、彼女らは夫の事業を引き継いでいたとみられる。このシステムのもと、一部の女性は馬関連の稼業で訓練を受け、装蹄師や鞍職人として働いた女性の記録がある。多くの人手を必要とする農場では分業の徹底は不可能で、女性は大抵の場合男性と一緒に（自分の農場や、雇われ人として）農耕馬や牛を扱い、それらの世話をして働らいた。
旅の困難にもかかわらず、女性を含む多くの人々にとって長距離旅行は一般的なことだった。上流階級の夫人は頻繁に十字軍やトーナメントに赴く夫に同行し、多くの女性が社交や縁組のために旅行した。修道女も世俗の女性もともに巡礼を行なった。徒歩でなければ、女性は通常、騎乗して旅をするか、衰弱していたり虚弱だったりした場合は、ワゴンや輿で運ばれた。道路状況が許せば、ときには女性は荷馬車（freight wagon）から発達した3ないし4頭の馬で引かれる初期のキャリッジに乗った。より良いサスペンション・システムが発明されるとキャリッジの旅行はより快適になった。貴族の女性もスポーツとして馬に乗り、狩猟や鷹狩などの行事で男性に同行した。
ほとんどの中世の女性は、またがって騎乗した。13世紀までに取っ手や足乗せの付いた初期の椅子のようなサイドサドル（sidesaddle）が利用可能となり、凝ったガウンを着ながら貴族の女性が騎乗できるようになったが、中世のあいだには普遍的には受け入れられなかった。これは主としてそれらの不安定な座席のためで、別に扱う人が導く滑らかな歩様の馬を必要とした。サイドサドルは、鞍の周りに脚を掛けることにより手綱で馬を操作することを可能にしたポメルホーン（pommel horn）が16世紀に開発されるまでは、とくに日々の騎乗のためには実用的にならなかった。その後も、19世紀に第二の発明「リーピングホーン（"leaping horn"）」が登場するまで、サイドサドルには不安定な動きが残されたままだった。
女性が軍馬に騎乗して戦争に参加することもなくはなかった。ジャンヌ・ダルクはおそらくもっとも有名な中世の時代の女戦士だが、ほかにも12世紀に従兄のスティーブン・オブ・ブロワとその妻マティルド・ド・ブローニュに対する軍を率い武装して騎乗した皇后マティルダなど多くいた。15世紀の文筆家クリスティーヌ・ド・ピザンは貴族女性に、「武器の習わしと戦争に関するあらゆることを知り、必要とあらば部下を指揮することに備えることを怠らぬべきである」と説いた。